# Liste des souverains de Colchide
La Liste des souverains de Colchide mêle les souverains légendaires et historiques de la Colchide.

## Rois légendaires
- Possession du Soleil Hélios
- Éétès, fils du précédent. Il accueille les Argonautes dans son pays ;
- Absyrte, fils du précédent. Il est assassiné par Jason ;
- Aegialeus (ka), fils du précédent. Il est assassiné par Médée ;
- Médée, fille d'Éétès. Elle aurait succédé à son neveu selon certaines sources ;
- Persès, frère d'Éétès. Il aurait usurpé le trône au temps de son frère ;
- Médos, fils de Médée. Selon l'Abbé Banier, il est l'ancêtre des Mèdes.

## Premiers souverains de Colchide
- Akes (tr), roi de Colchide. Attesté par des pièces datant de la fin du IVe siècle av. J.-C. ;
- Kudji (en), eristavi de Colchide et beau-frère du roi Pharnabaze Ier d'Ibérie ;
- Saulacès (en), roi de Colchide au IIe siècle av. J.-C. ;
- Mithridate, gouverneur de Colchide, cité en 83 av. J.-C. Fils de Mithridate VI du Pont tué par son père ;
- Macharès du Pont, roi du Bosphore, 79 à 65 av. J.-C. ;
- Olthacès (en), prince local de Colchide vers 60 av. J.-C., figure parmi les rois vaincus lors du triomphe de Pompée à Rome ;
- 65-63 av. J.-C. : Aristarque (en), roi nommé par Pompée ;
- 63-47 av. J.-C. : Pharnace II, fils de Mithridate VI, roi du Bosphore et roi du Pont ;
- 47-45 av. J.-C. : Mithridate de Pergame, anti-roi du Bosphore ;
- 44-16 av. J.-C. : Asandros du Bosphore, archonte puis roi du Bosphore ;
- 16-14 av. J.-C. : Dynamis du Pont, reine du Bosphore ;
- 14 av. J.-C.-8 : Polémon Ier, roi du Pont et du Bosphore ;
- 8-37/38 : Tibérius Julius Aspourgos du Bosphore, roi du Bosphore ;
- 38-41 : Polémon II, roi du Pont et du Bosphore ;
- 41-45 : Claudius Mithridate II, roi du Bosphore ;
- 45-62 : Tibérius Julius Cotys Ier, roi du Bosphore ;
- Annexion par Rome.